# قراد الطير
قراد الطير أو برام عجمي أو أرغش الطير أو أرغش عجمي (الاسم العلمي Argas persicus)، قراد من الطحليات بيضي الشكل، مفلطح الجثة يركب الطير وخاصة الدجاج فيمتص دمه ويضعفه وقد ينقل إليه بعض الأمراض الوبائية الوخيمة العاقبة.